# Ildeberto di Magonza
Ildeberto, in tedesco Hildebert o Hiltibert, (... – 31 maggio 937) fu abate di Fulda dal 923 al 927 e arcivescovo di Magonza dal 927 fino alla sua morte.
Ildeberto, appartenente ad una stirpe franca sconosciuta, fu allevato nell'abbazia di Fulda e vi fu monaco e abate prima di essere elevato alla cattedra di Magonza nel 927. Il re Enrico accettò la sua elezione e lo nominò suo arcicappellano per la Germania. Ildeberto presiedette il sinodo di Erfurt nel 932 convocata da Enrico per la riforma della disciplina del clero. L'incoronazione e l'unzione del re Ottone I furono eseguite da Ildeberto. Come arcivescovo di Magonza, fu in contrasto con gli arcivescovi di Treviri e di Colonia. L'arcivescovo Wigfried di Colonia lo assistette solo durante l'incoronazione. Gli fu data la precedenza sugli altri arcivescovi a causa della sua alta posizione. Probabilmente appoggiò pienamente la politica di Enrico I e Ottone I.
Secondo gli Annali di Fulda e l'Annalista Saxo, Ildeberto morì il 30 maggio 937. Jean Mabillon nota che altre fonti riportano la sua morte nell'anno 938. Fu sepolto nella chiesa dell'abbazia di Sant'Albano di Magonza. Nei vecchi calendari diocesani di Magonza il suo giorno di memoria del santo era dato per il 31 maggio.